# Hiéroglyphe égyptien N23

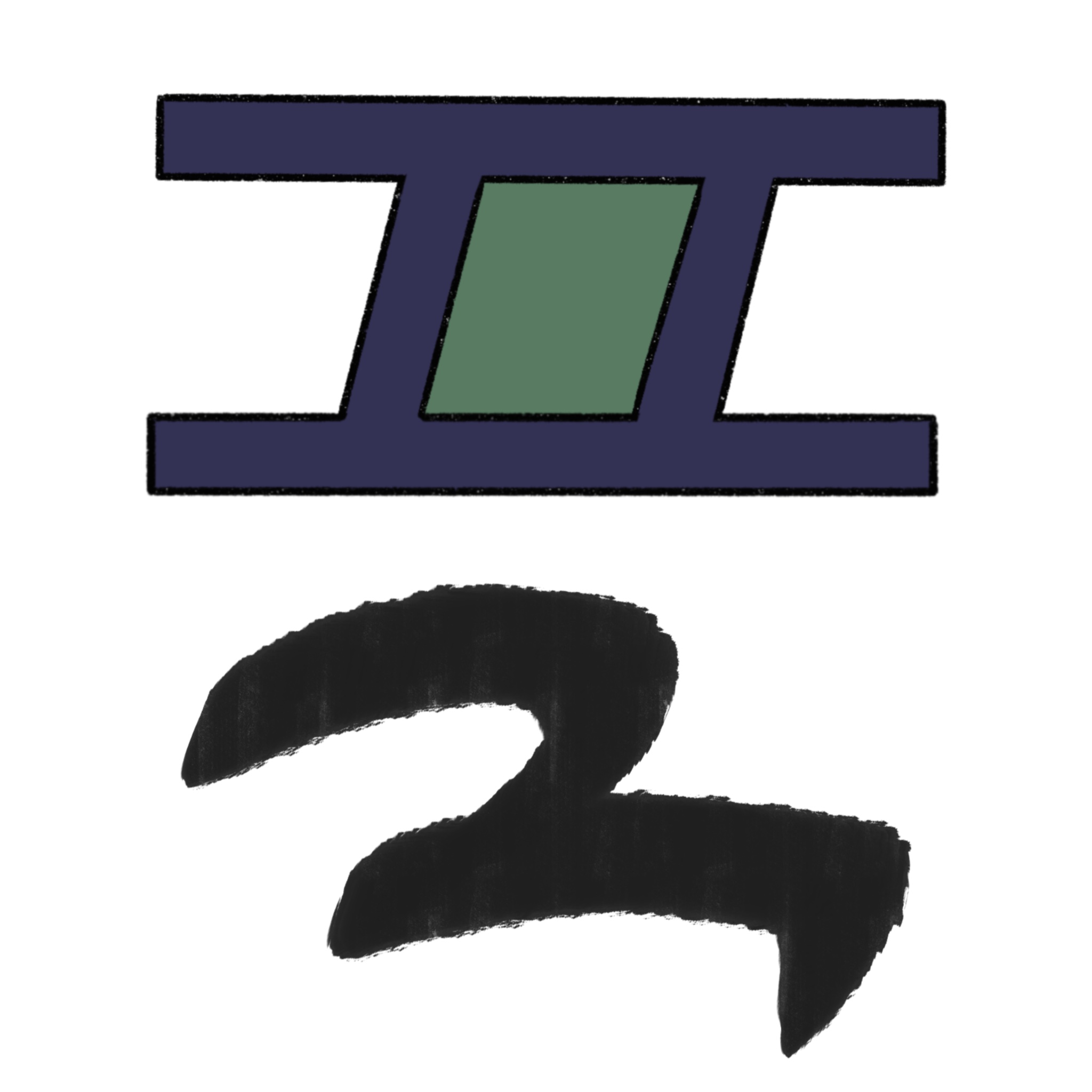
Version hiératique et hiéroglyphique

Le canal d'irrigation en hiéroglyphes égyptiens, est classifié dans la section N « Ciel, terre, eau » de la liste de Gardiner ; il y est noté N23.

## Représentation
Il représente une section du quadrillage que forme un canal d'irrigation entre des parcelles cultivées.

## Utilisation
Il est utilisé à partir de la XIe dynastie et principalement jusqu'à la XVIIIe, il est avant cela identique à 
| N36 |

| N36 |

 C'est un déterminatif du champ lexical des terres irriguées et par découlement, des pays, des territoires.
| N21 |

| N21 |

XVIIIe dynastie.
| N5 · N23 |

| N5 · N23 |

| N5 · Z92 |

| N5 · Z92 |

| N5 · Z92 |

| N5 · Z92 |

## Exemples de mots
| N17 · N23 · Z1 |

| N17 · N23 · Z1 |

| t · U30 | A | S · Z9 · N23 |

| t · U30 | A | S · Z9 · N23 |

| P6 | w | N5 · N23 · Z1 |

| P6 | w | N5 · N23 · Z1 |